# فرناند سياتي
فرناند سياتي (بالفرنسية: Fernand Ciatti)‏ (27 مارس 1912 – 9 أكتوبر 1989) هو ملاكم لوكسمبورغي راحل، مثّل بلاده في الألعاب الأولمبية الصيفية 1936.

## روابط خارجية
فرناند سياتي على موقع أوليمبيديا (الإنجليزية)